# Панчета
Панчета (на италиански: pancetta) е разновидност на бекона, типичен месен продукт от традиционната италианска кухня.
Панчета представлява части от свински гърди (порода за бекон), оваляни в сол и подправки.
В зависимост от региона, в качеството на подправка се използват още розмарин и салвия.
Използва се в много блюда, като антипасто, в приготвянето на пици, спагети „Карбонара“ (Spaghetti alla carbonara).